# 장혜령
장혜령(張兮領, 1997년 2월 4일 ~ )은 대한민국의 바둑 기사이다.

## 약력
서울 출신으로 평소 바둑을 좋아하던 아버지의 권유로 초등학교 1학년 때 처음 바둑을 접했다. 2009년부터 한국기원 연구생으로 활동했고 충암바둑도장에서 김대용 사범의 지도를 받았다. 2016년 제45회 여자입단대회에서 조승아를 꺽고 입단했다. 2017년부터 한국여자바둑리그에 연속 참가했고, 2018년 제12회 지지옥션배 본선에 진출했다. 2021년에 2단으로 승단했다.